# Le Tourne
Le Tourne é uma comuna francesa na região administrativa da Nova Aquitânia, no departamento da Gironda. Estende-se por uma área de 2,53 km². Em 2010 a comuna tinha 816 habitantes (densidade: 322,5 hab./km²).